# Ionel-Ovidiu Bogdan
Ionel-Ovidiu Bogdan (n.  ?) este un deputat român, ales în 2024 din partea PNL. 